# کرون استونی
کرون استونی (به انگلیسی: Estonian kroon) (به زبان بومی: Eesti kroon) با کد ایزوی EEK)num. ۲۳۳)، یکای پول رایج در کشور استونی بود . مسولیت کنترل این یکای پول برعهدهٔ بانک استونی قرار داشته است.
با پیوستن استونی به منطقه یورو در سال 2011 ، این واحد پول منقضی گردید . 